# Falkoniergasse
Die Falkoniergasse ist eine 90 Meter lange Gasse in der Berliner Ortslage Friedrichswerder im Bezirk Mitte. Im Zuge der Neubebauung des Stadtquartiers um die Friedrichswerdersche Kirche wurde sie auf Beschluss der Bezirksverordnetenversammlung neu angelegt, nachdem sie seit 1974 nicht mehr bestand. Die Falkoniergasse verlief bzw. verläuft zwischen Werderscher Rosenstraße im Norden und Werderschem Markt im Süden. Sie durchquert das 2017 fertiggestellte neue Stadtquartier der Kronprinzengärten, dessen Name Bezug auf das nahe Kronprinzenpalais nimmt.

## Geschichte

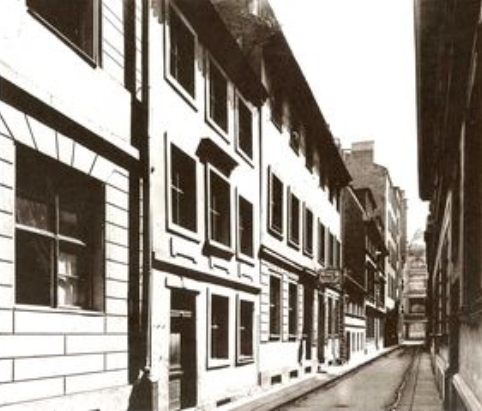
Falkoniergasse um 1910

Mit Errichtung des Friedrichswerder um 1660 entstand unter anderem die Falkoniergasse, in der Falkoniere mit ihren Vögeln untergebracht waren. Sie hatte nur acht Hausnummern. Die Gasse und ihre Bewohner galten von Anfang an als „verarmtes“ Gebiet. Während des Zweiten Weltkriegs wurden die Gebäude im Gegensatz zu den Nachbarhäusern – z. B. Friedrichswerdersche Kirche und Berliner Bauakademie – kaum zerstört.
Im Rahmen der Modernisierung Ost-Berlins im Jahr 1968 sollte der gesamte Friedrichswerder umgestaltet werden. So wurden alle Gebäude außer der Friedrichswerderschen Kirche am Werderschen Markt abgerissen. Auf Teilen der Fläche errichtete man das Außenministerium der DDR. Die Falkoniergasse wurde 1974 entwidmet und diente dann als Parkplatz. 1999 entstanden erste Planungen, den historischen Straßenzug der Falkoniergasse wieder anzulegen und das Gebiet in den historischen Grundflächen zu rekonstruieren. Nachdem der Senat von Berlin ein Bieterverfahren ausgeschrieben hatte, bekam die städtebauliche Gesamtkonzeption der Architekten Graetz, Nöfer und Tyrra im November 2000 den Zuschlag.

## Bebauung und Neugestaltung

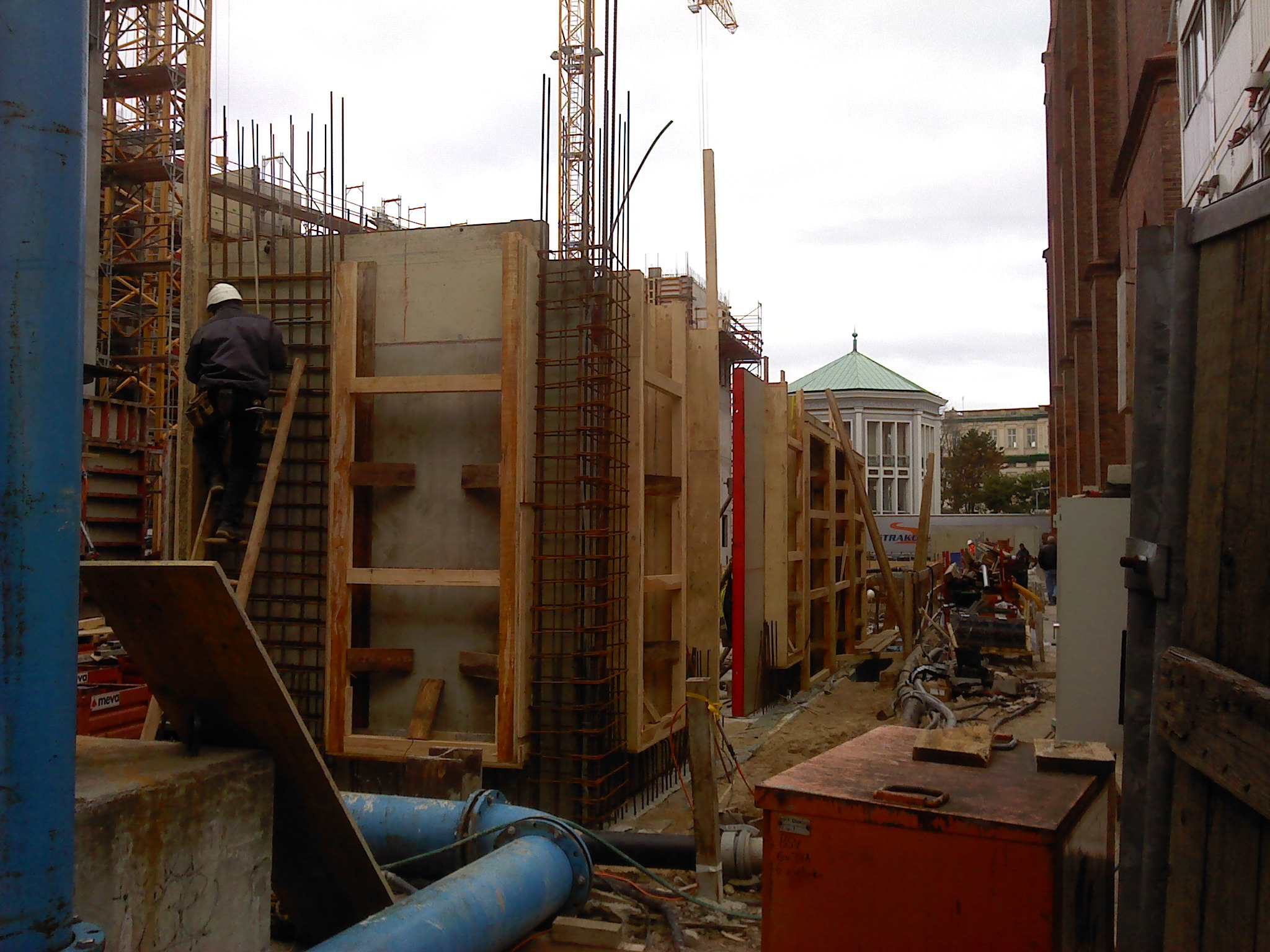
Baustelle Falkoniergasse Anfang 2015

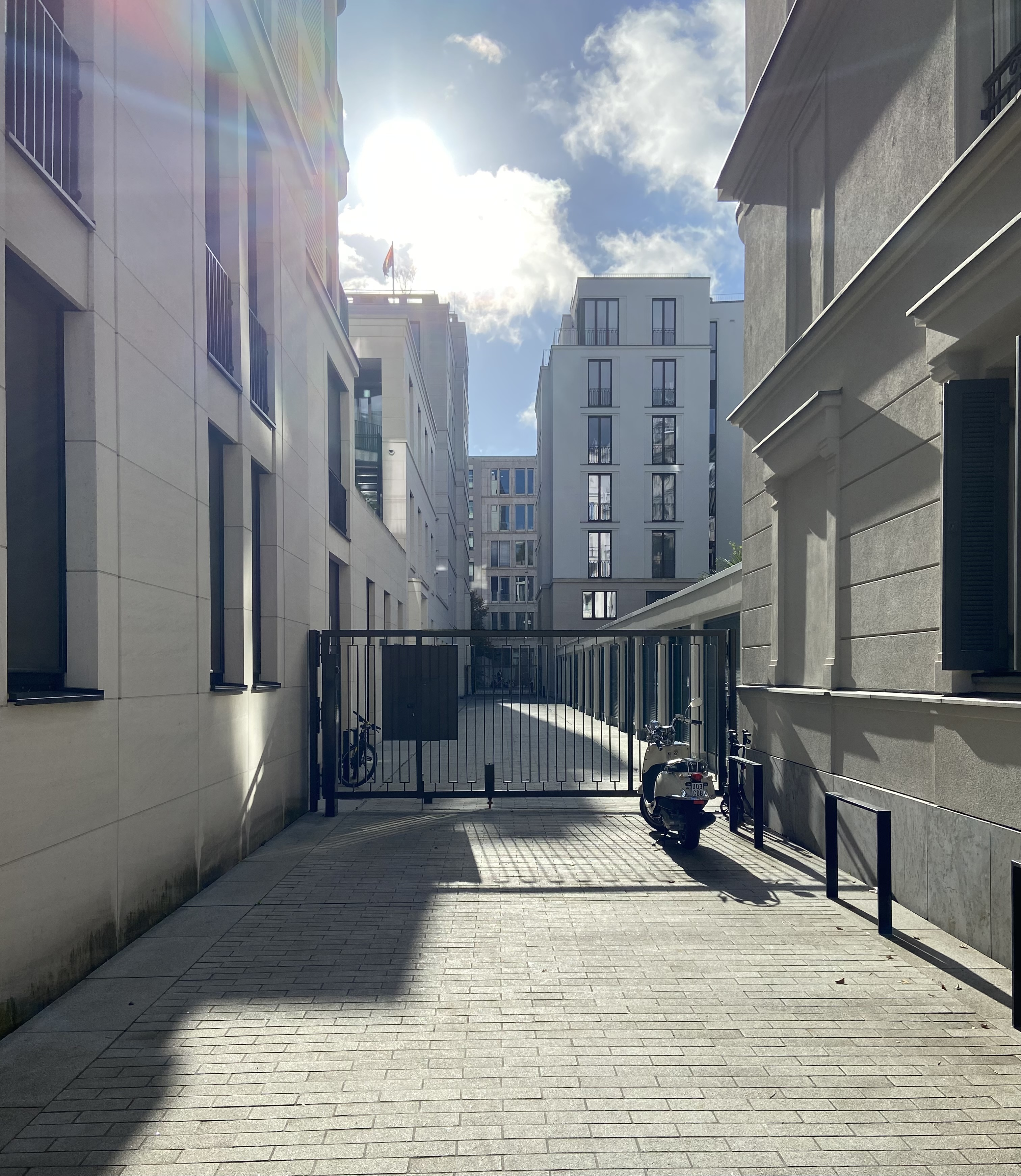
Falkoniergasse von Werdersche Rosenstraße aus gesehen (2023)

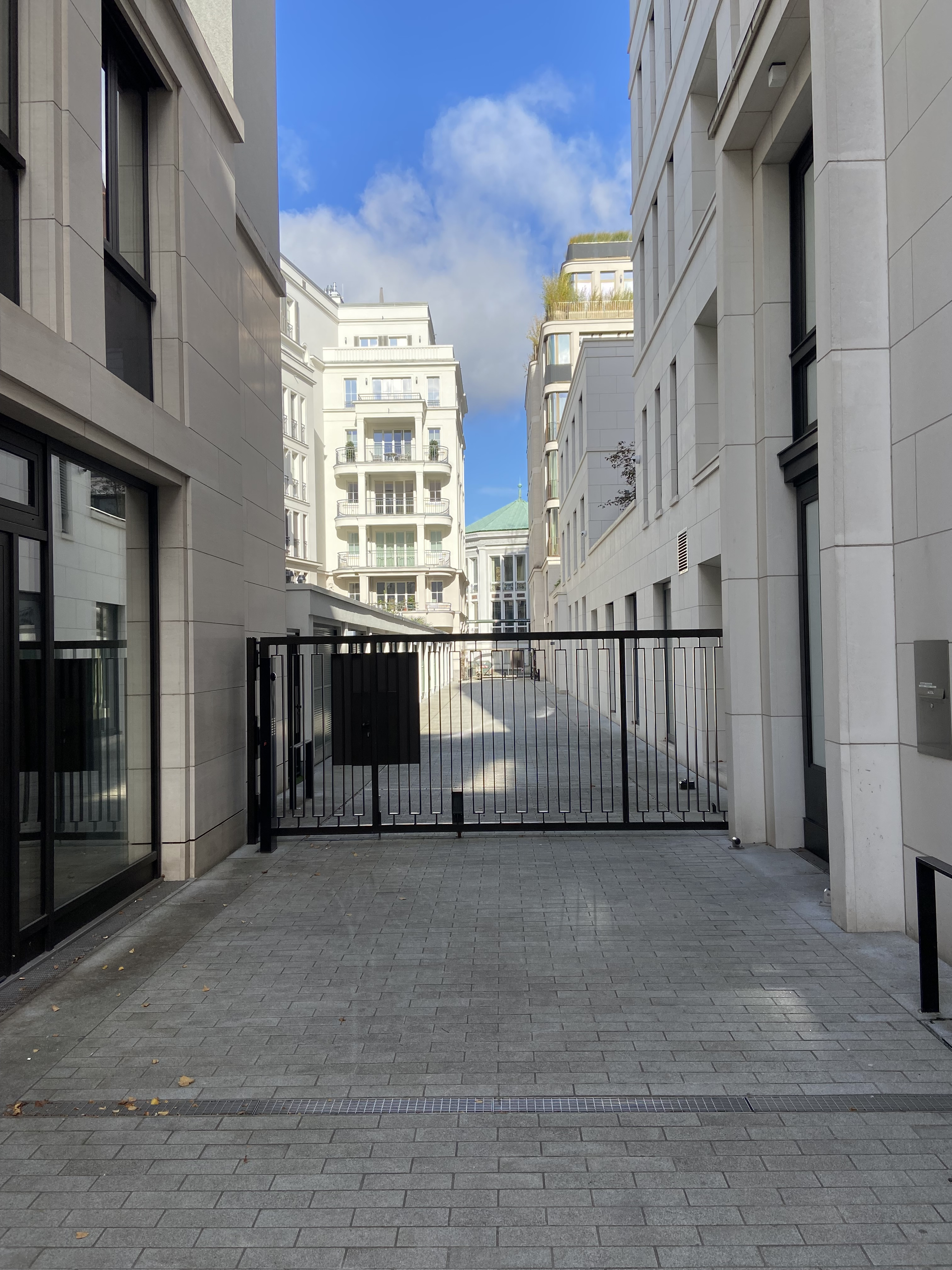
Falkoniergasse von Werderscher Markt aus gesehen (2023)

Im Sommer 2010 wurde ein Architektenwettbewerb zum Quartier Kronprinzengärten in der neuen Falkoniergasse ausgelobt, dessen Ergebnisse im Februar 2011 bekannt gegeben wurden. Der Straßenname wurde per 27. Januar 2007. Ähnlich wie bei dem benachbarten Townhouseprojekt am Caroline-von-Humboldt-Platz entstanden kleine Wohnhäuser. Im Gegensatz zur dortigen Bebauung sind die Gebäude einheitlich weiß gestaltet und die beiden unteren Etagen sind für den Einzelhandel bestimmt. Die Häuser orientieren sich nicht an den Vorkriegsbauten, sondern an den Nachbargebäuden (Kommandantenhaus und Kronprinzenpalais). Die Falkoniergasse erhielt schwarz-weißen Marmor. Bebauungsbeginn war im Jahr 2012. Das Ausheben einer 15 Meter tiefen Baugrube für die Anlage zweigeschossiger Tiefgaragen führte zu vorhersehbaren Schäden an der nur fünf Meter von den Neubauten entfernten Friedrichswerderschen Kirche, dem stilbildenden Meisterwerk Karl Friedrich Schinkels, das nach schweren Kriegsschäden in den 1980er Jahren als Skulpturenmuseum der Staatlichen Museen wiederaufgebaut worden war. Infolge herabstürzender Bauteile von Pfeilern und Gewölben musste die museale Nutzung aufgegeben werden; Risse im Fußboden zeugten von einer fundamentalen Gefährdung des kostbaren Baus, der durch Zementeinpumpung in die Fundamente notdürftig stabilisiert werden konnte. Am 27. Oktober 2020 wurde die Friedrichswerdersche Kirche nach acht Jahren Schließung wiedereröffnet.